# セルフネイル部
セルフネイル部は、東京都に本社を置き、ソーシャルメディアとWEBサイトを利用しセルフネイラー向けのハウツーなどの情報発信を行っているメディア。

## 概要
セルフネイル部は、2016年5月にInstagramのハッシュタグ『＃セルフネイル部』からメディアを設立し、InstagramとWEBサイトを中心にハウツーなどの情報発信を行うメディアである。
事業内容として、SNSとWEBサイトを利用したマーケティングコンサルタント業務、セルフネイル部の企画・開発・運営、広告の企画・立案・制作を行っており、今ではSNSアカウントの制作及び運用代行も行っている。

## 沿革
- 2016年5月 - 東京都中央区銀座にセルフネイル部を設立。セルフネイラー向けにメディア事業を開始。
- 2016年11月 - セルフネイル部主催イベントを開催。
- 2017年4月 - セルフネイル部の通学レッスンを開始（現在は行っていない）。